# گیلنیا
گیلنیا (نام علمی: Gillenia) نام یک سرده از تیره گلسرخیان است.

## نگارخانه

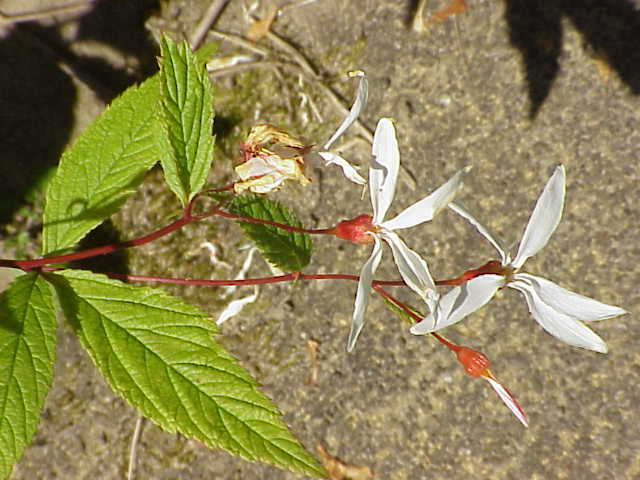
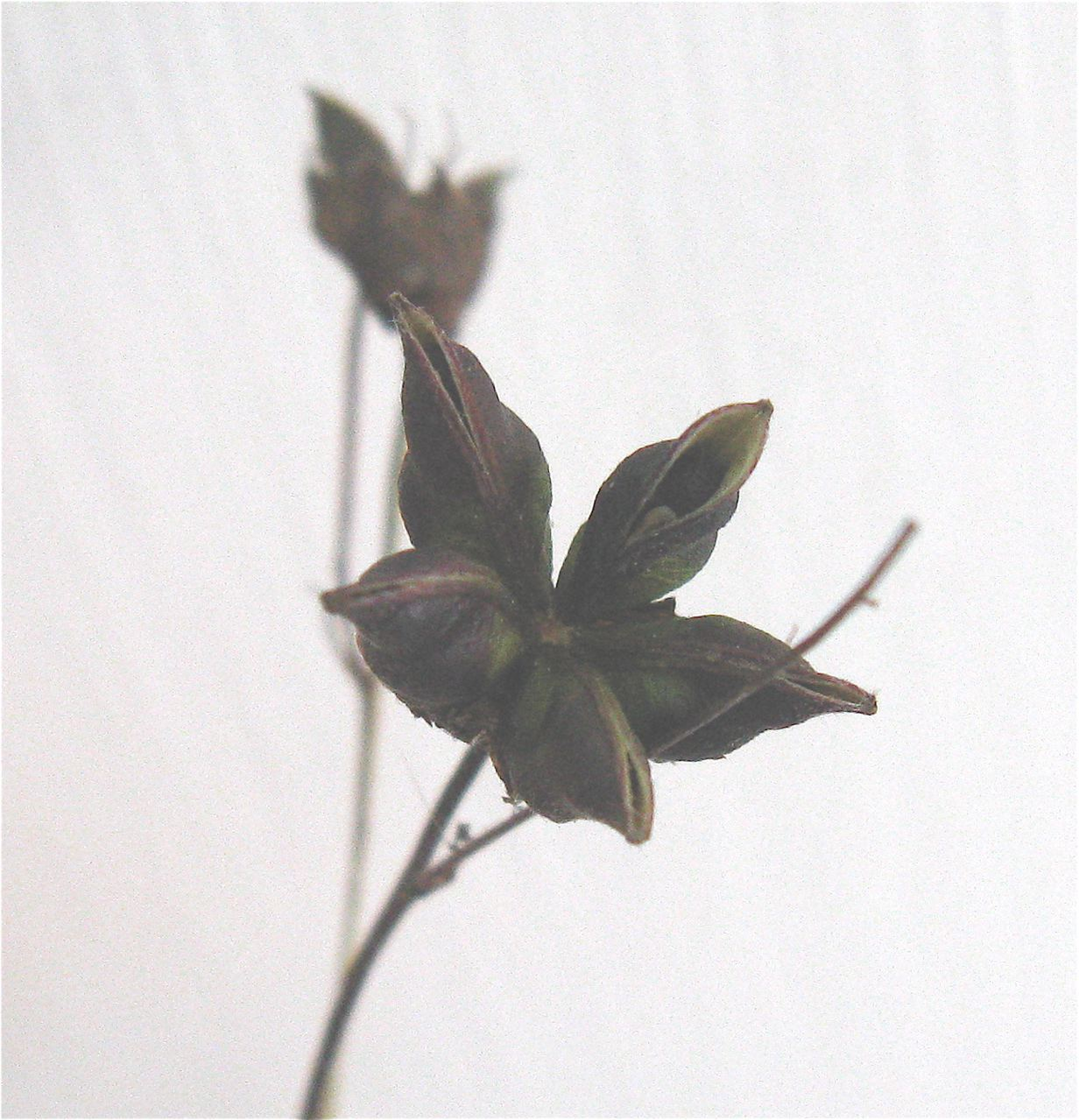